# كوهي ناكاجيما
كوهي ناكاجيما (باليابانية: 中島 康平) (مواليد 7 ديسمبر 1989)، هو لاعب كرة قدم ياباني سابق كان يلعب كمهاجم.

## وصلات خارجية
- كوهي ناكاجيما على موقع رابطة كرة القدم اليابانية للمحترفين (اليابانية)
- كوهي ناكاجيما على موقع Soccerway.com (الإنجليزية)